# ヨセフ・アンド・ザ・アメージング・テクニカラー・ドリームコート
『ヨセフ・アンド・ザ・アメージング・テクニカラー・ドリームコート』（英語：Joseph and the Amazing Technicolor Dreamcoat ）は、作曲家アンドルー・ロイド・ウェバーと作詞家ティム・ライスの2人が、学生時代コンビを組んで製作したミュージカルまたはオペレッタ。旧約聖書「創世記」の「ヨセフ物語」のカラフルなコートにまつわる話をベースにしている。これがロイド・ウェバーとライスによる初公開の作品となった(彼らの最初のミュージカル『The Likes of Us 』は1965年に執筆されたが、初演は2005年)。
この作品は全ての台詞を音楽に乗せて歌うオペラ形式のミュージカルである。上演時間は2時間以内ということで、休憩なしで上演される場合もある。ファミリー向けのストーリー、普遍的なテーマと覚えやすく頭に残るメロディーのため、The Really Useful Groupによると2008年までに学校やアマチュア劇団で2万回以上上演されている。

## 上演史
- 1968年 15分バージョンがコレットコートにて上演。
- 1972年 エディンバラ国際フェスティバルにて上演。
- 1973年 ウェスト・エンドにて初上演。
- 1982年 初のブロードウェイ公演、トニー賞7部門ノミネート。
- 1984年・85年　日本語による初上演（玉川大学）。
- 1991年 ジェイソン・ドノバンがヨセフを演じ、ウェストエンドで大ヒット。
- 1992年 ローレンス・オリヴィエ賞6部門ノミネート、セットデザイン賞受賞。
- 1992年 カナダ・トロント公演。
- 1993年 オーストラリア公演。
- 1993年 ブロードウェイ、リバイバル公演。
- 1999年 ダニー・オズモンドがヨセフを演じた映画版が制作される。
- 2003年 ロンドン、リバイバル公演。
- 2007年 アンドリュー・ロイド＝ウェバーを審査員に迎えたBBC制作のオーディション番組「エニ―・ドリーム・ウィル・ドゥ」オンエア、グランプリのリー・ミードがヨセフを演じたウェスト・エンド公演が記録的大ヒット。
- 2009年 「アメリカン・アイドル」シーズン4のファイナリスト、アンソニー・フェデラ―をヨセフ役に抜擢し、シアトルのフィフス・アベニュー・シアター (5th Avenue Theatre) にて上演。
- 2010年 ミネアポリスのオードウェイ・センター・フォー・ パフォーミング・アーツ (Ordway Center for the Performing Arts) プロダクションにて上演。
- 2011年 『ヨセフ・アンド・ザ・アメージング・テクニカラー・ドリームコート』初の来日公演が決定。アンソニーがヨセフを演じたミネアポリスのカンパニーが来日も、期間中に東北地方太平洋沖地震が発生した影響で、予定されていた16公演中6公演を残して公演中止となる。
- 2016年 『ヨセフと不思議なテクニカラー・ドリームコート』のタイトルで、来日公演が上演[3]。

## 経緯
1968年、ロンドンのコレット・コート・スクールにて初めは学芸会用に15分の短編ポップス・カンタータとして書かれた。その後1969年、コンセプト・アルバムとして録音された。ロイド・ウェバーとライスによる次作『ジーザス・クライスト・スーパースター』のヒットを受け、1970年初頭、数回上演され、1971年および1972年に拡大版が録音された。多くの改編や追加が行われ、1973年にウェスト・エンドで上演され、1974年に完全版が録音され、1982年にブロードウェイへ進出した。その後何度も再演され、
1999年にダニー・オズモンド主演で『Joseph and the Amazing Technicolor Dreamcoat 』としてビデオ映画化された。
ロイド・ウェバーの父で作曲家のウィリアム・ロイド・ウェバーはこの作品の将来性を感じた。彼の教会のウエストミンスター・セントラル・ホールでの2度目の上演に向け、改訂版および拡大版となるべく彼は助力およびアレンジを行なった。1968年5月、声をかけて集まった者の他にコレット・コートの男子学生たちがこの公演で歌った。ロンドンの『サンデー・タイムズ』は新しいポップなオラトリオだとして好意的な評価をした。1968年11月、3度目の上演がセント・ポール大聖堂にて行われ、『Potiphar 』などの曲を含む35分間の作品に拡大した。
Novello はこの作品の出版に同意し、デッカ・レコードは1969年のコンセプト・アルバムを録音した。イギリスのサイケデリック・バンドであるテイルズ・オブ・ジャスティンのフロント・マンであるデイヴィッド・ダルトリーがヨセフ役、ティム・ライスがファラオ役を演じた。他にテリー・サンダース、マルコム・パリーなどが出演者として集められた。
1969年、ロイド・ウェバーとライスは2作目のロック・オペラ『ジーザス・クライスト・スーパースター』の人気を利用して『ヨセフ』のプロモーションを行ない、アメリカでは『スーパースター』の「次回作」として宣伝された。『スーパースター』の影響で『ヨセフ』の価値も上がり、またアメリカのデッカで録音された『スーパースター』はアメリカのチャートで3か月間トップとなった。1970年5月、ニューヨーク州ダグラストンにあるCathedral College of the Immaculate Conception で最初のアメリカのプロダクションでの公演が上演された。ロイド・ウェバーの『リアリー・ユースフル』のサイトによると、その後大学など学校から大きな関心が寄せられた。

## 初期の上演および録音

### 1969年、イギリスでのコンセプト・アルバム
1969年、デッカ・レコードはJoseph Consortium のクレジットで『ヨセフ』のコンセプト・アルバムを録音した。イギリスのEMI所属サイケデリック・バンドのテイルズ・オブ・ジャスティンのフロント・マンであるデイヴィッド・ダルトリーがヨセフ役およびリード・ギターを担当し、ティム・ライスがファラオ役を演じた。テリー・サンダース、マルコム・パリー、コレット・コート・スクールのクワイアなど多くの出演者が集められた。ダルトリーはライスとロイド・ウェバーによりキャスティングされ、そのつてで同じEMI所属のマーティン・ウイルコクスがアルバムのバック・コーラスの人々をライスに紹介した。

### 1971年、アメリカでのアルバム
1971年、セプター・レコードにより19曲入りのアルバムがアメリカで出版された。1969年のイギリスのデッカによるアルバムの再発売で、アメリカ国内での1970年の『ジーザス・クライスト・スーパースター』の成功により実現した。デイヴィッド・ダルトリーがヨセフ役、ティム・ライスがファラオ役、ロイド・ウェバーの父ウイリアムがハモンド・オルガン、アラン・ダジェットが指揮の他、多くのソロ歌手や演奏者、コレット・コートのクワイアがコーラスとして参加した。

### ヤング・ヴィック・プロダクションおよびレコーディング
1972年8月下旬および9月、エディンバラ国際フェスティバルにてヤング・ヴィック・シアター・カンパニーにより、フランク・ダンロップ演出で『ヨセフ』が上演された。ゲイリー・ボンドがタイトル・ロールのヨセフ役、ピーター・リーヴスがナレーター役、ゴードン・ウォラーがファラオ役を演じた。このプロダクションはロンドンで10月にヤング・ヴィック・シアターで、11月にラウンドハウスで上演した。このプロダクションの公演は『Bible One: Two Looks at the Book of Genesis 』の二本立ての一環で上演された。第一部は『The Genesis Mediaeval Mystery Plays: The Creation to Jacob 』(当初『Mediaeval Mystery Plays 』)として中世の神秘劇ウエイクフィールド・ミステリー・プレイズの最初の6話の改訂版をアラン・ダジェットの音楽で上演した。第二部が『ヨセフ・アンド・ザ・アメージング・テクニカラー・ドリームコート』であった。1972年、ヤング・ヴィックのプロダクションはRSOレコードから出版するためLPをレコーディングした。1972年、このプロダクションの公演はグラナダ・テレビジョンによりイギリスで放送された。
1973年2月、シアター・プロデューサーのマイケル・ホワイトと演出家のロバート・スティグウッドはウエスト・エンドのアルバリー・シアターにてヤング・ヴィックによる公演を243回上演した。ヤング・ヴィックによる神話劇は却下され、ロイド・ウェバーおよびライスによる作詞作曲で、テレビ・コメディ作家のレイ・ギャルトンおよびアラン・シンプソンが脚本を担当した『Jacob's Journey 』が上演された。
『Jacob's Journey 』のオープニングには多くの台詞が含まれたが、最終的に語り口調はほとんどなくなり、台詞は音楽に乗せられた。完成版はレスターのヘイマーケット・シアターでの上演が最初であり、1970年代中期から後期にかけて何度か上演された。
1974年、このミュージカル全編のレコードがMCAレコードより出版され、ゲイリー・ボンド、ピーター・リーヴス、ゴードン。ウォラーが再び出演した。これが後にCD化された『ヨセフ』の作品の中で最古のものとなった。1979年、ミュージック・フォー・プレジャーから出版されたライスがナレーター、ポール・ジョーンズがヨセフ役を演じたアルバムで、ゴードン・ウォラーが再度出演した。

### 1975年–1979年
1975年、レスター・シアター・カンパニーと提携しているミランダ・エンタープライズはホーンチャーチにあるクイーンズ・シアターにて『ヨセフ』を上演した。ポール・トムリンソン演出、デイヴィッド・ソーントン振付、ヒュー・デュラントによるデザイン、クリス・リトルウッド音楽監督、パトリック・ライカートがヨセフ役、デイヴィッド・サグローヴがファラオ役、そしてナイジェル・ボールドウイン、ベン・ベイゼル、パトリック・ライリーの3人によるナレーターで上演された。
1978年11月から1979年2月と1979年11月から1980年2月、ケン・ヒルはロンドンのウエストミンスター・シアターで『ヨセフ』の大規模公演を上演した。ポール・ジョーンズがヨセフ役、ジョン・ゴールダーがナ レーター役、レナード・ホワイティングがファラオ役を務め、マーティン・ゲイツがプロデューサー、ジャック・フォーサイスが音楽監督、フランシス・リードが照明デザイン、ソウル・ラドムスキーがデザイナーを務めた。このプロダクションのレコードに添付された子供のナレーションによると、リチャード・ウイルコクスのプロデュースでBBCラジオにてこのプロダクションの公演が放送された。

## アメリカでのプロの公演
1976年および1977年、ニューヨークのブルックリン・アカデミー・オブ・ミュージックで『ホリデー・フェア』の一環で上演された。1976年版は12月30日、ジョン・ダンロップ演出、クリーヴォン・リトルがナレーター、デイヴィッド・ジェイムス・キャロルがヨセフ役で開幕した。1977年版は12月から1978年1月まで、グレイシェラ・ダニエル演出、デイヴィッド・ジェイムス・キャロルがヨセフ役、アラン・ウイークスがナレーター、ウイリアム・パリーがファラオ/エルヴィス役を務め。
1981年11月18日から1982年1月24日までオフ・ブロードウェイのエンターメディア・シアターにて上演された。トニー・ターナー演出、ビル・ハットンがヨセフ役、ロウリー・ビーチマンがナレーター、トム・カーダーがファラオ役を務めた。『ニューヨーク・タイムズ』は前回のブルックリン・アカデミー・オブ・ミュージックでの公演とこのエンターメディア・シアターでの公演を「マンハッタンのプロの公演の幕開け」と評した。
1982年1月27日から1983年9月4日、ブロードウエイに進出し、ロイヤル・シアターにて747回上演された。トニー・ターナーの演出および振付で、ビル・ハットンがヨセフ役、ロウリー・ビーチマンがナレーター、トム・カーダーがファラオ役でオフ・ブロードウエイの出演者が再度出演した。クリサリス・レコードからレコードが出版され、プロローグ(『You are what you feel 』として単独出版)が初めて収録された。この公演はトニー賞においてミュージカル作品賞、オリジナル楽曲賞を含むいくつかの賞にノミネートされた。1983年3月から9月10日、デヴィッド・キャシディがヨセフ役を演じ、1983年度のツアー公演に出演した。
2014年3月4日、ダイアナ・デガルモがナレーター、エイス・ヤングがヨセフ役でオハイオ州クリーヴランドから新たな全米ツアー公演が開始した。
2014年、ニュージャージー州にある州立劇場にて『ヨセフ』は20周年を迎えた。ニュージャージー州エディソンの地方劇団プレイズ・イン・ザ・パークが1995年から毎年、2014年は12月26日から28日まで上演を行なっている。

## 1990年代
1991年、ロンドン・パラディアムにてジェイソン・ドノヴァンがヨセフ役、スティーヴン・ピムロット演出で再演され、1992年装置デザインでローレンス・オリヴィエ賞を受賞した。1991年9月、キャスト・アルバムは2週連続イギリスのアルバム・チャートで第1位を獲得し、1991年6月から7月、シングル・カットされた『Any Dream Will Do 』も2週連続イギリスのシングル・チャートで第1位を獲得した。ドノヴァン降板後、子供番組の元司会者フィリップ・スコフィールドがヨセフ役を務めた。
1992年7月、ダニー・オズモンドがヨセフ役、ジャネット・メッツがナレーター役でトロントのエルジン・シアターにて上演された。
1993年、アメリカで再演され、ロサンゼルスにあるパンテージ・シアターにて18週間、サンフランシスコにあるゴールデン・ゲート・シアターで8週間上演し、その後ブロードウエイに進出して1993年11月10日から1994年5月29日、ミンスコフ劇場にて231回上演した。スティーヴン・ピムロット演出、アンソニー・ヴァン・ラースト振付、マイケル・ダミアンがヨセフ役、ケリー・ラブクがナレーター、クリフォード・デイヴィッドがヤコブ役、ロバート・トーティがファラオ役を務めた。
1999年、ダニー・オズモンドがタイトル・ロールのヨセフ役、デイヴィッド・マレット監督のビデオ版が出版された。1992年、トロントでの再演開幕以降、オズモンドは北米ツアー公演に出演した。マリア・フリードマンがナレーター、リチャード・アッテンボローがヤコブ役、イアン・マクニースがポティファー役、ジョーン・コリンズがポティファー夫人役、ロバート・トーティがファラオ役を務めた。

## 2000年代
2002年12月、オックスフォードにてやや小規模なプロダクションでのプレヴュウ公演が行われ、元ボーイゾーンのスティーヴン・ゲイトリーが主演し「漫画から出てきたような舞台装置、小道具、そして古いタイプのパントマイムの振付」で上演され、同年クリスマスにはリヴァプールで上演された。2003年3月にはウエスト・エンドに進出し、ニュー・ロンドン・シアターで上演された.。
2005年9月、ウィスコンシン州ミルウォーキーからパトリック・カシディ主演で全米ツアー公演が始まった。
2006年の『サウンド・オブ・ミュージック』のマリア役を探すロイド・ウェバーによるBBC Oneのリアリティ番組『How Do You Solve a Problem like Maria? 』の成功に乗じ、2007年にアデルフィ・シアターで行われるロンドン・パラディアムによる再演の出演者を探すリアリティ番組が製作されることとなった。この新番組『Any Dream Will Do 』はロイド・ウェバーの他、劇場界の重鎮が参加してヨセフ役を演じる新人を探した。2007年6月9日の最終回では300万人以上が視聴者投票を行ない、25歳のリー・ミードが正式にヨセフ役に選ばれた。ミードはアンサンブルおよびラウル役のアンダースタディであった『オペラ座の怪人』を降板した。2007年7月6日から、スティーヴン・ピムロットのオリジナルの演出で、『Bombay Dreams 』主演のプリーヤ・カリダスがナレーターを務め、新たな『ヨセフ』のプロダクションの公演が開幕した。
当初の予定の6か月分のチケットは早くに売れていき、3週間で最初の3か月分のチケットが完売し、上演期間およびミードとの契約を2008年6月7日まで延長した。開幕直前にはチケット売り上げが£1千万となった。『ヴァラエティ』誌のデイヴィッド・ベネディクトは「ミードは少なくとも1年は契約した。ミードが出演し続ける限り『ヨセフ』は成功し続けるだろう」と記した。ロイド・ウェバーのリアリー・ユースフル・グループは2公演分の売り上げ全てをBBCのチャリティ番組『Children in Need 』に寄付した。2007年7月、出演者に支払われる予定だった開幕日のボーナスも彼らに寄付された。2009年1月、ミードは降板し、ギャレス・ゲイツが後継した。2009年5月、この公演は閉幕した。
2010年、キース・ジャックがヨセフ役、ジェニファー・ポッツがナレーターでロングランのイギリス・ツアー公演が行われた。
2013年12月10日、ロイド・ウェバーはBBCの『The One Show 』で、映画『レミゼラブル』のように近年ミュージカルの映画化が成功していることから『ヨセフ』の映画化に同意したと語った。

## 日本での上演歴
『ジョセフ・アンド・アメージング・テクニカラー・ドリームコート』のタイトルで2022年4月-5月、日生劇場、刈谷市総合文化センター、オリックス劇場で上演。主演は薮宏太（Hey! Say! JUMP）。演出はダレン・ヤップ、翻訳・訳詞は高橋亜子による。

### 配役
|                 | 2022年                  |
| --------------- | ----------------------- |
| ジョセフ        | 薮宏太                  |
| ナレーター      | 平野綾 シルビア・グラブ |
| ファラオ        | 小西遼生                |
| ポティファ―     | 小浦一優（芋洗坂係長）  |
| ジェイコブ      | 村井國夫                |
| ジュダ          | 日野真一郎              |
| ベンジャミン    | 元木湧（少年忍者）      |
| リーヴァイ      | 東山光明                |
| ナフタリ        | 大山真志                |
| イッサカル      | 章平                    |
| ルベン          | 原田優一                |
| シメオン        | 中山昇                  |
| アシェル        | 高橋駿一                |
| ガド            | 中山義紘                |
| ダン            | 西田健二                |
| ゼブルン        | 一条俊輝                |
| ポティファ―夫人 | 小野妃香里 栗山絵美     |

## ストーリー

### 第1幕
この作品は旧約聖書「創世記」第37章から46章に語られる物語を基に創られている。女性のナレーターが登場して大勢の子ども達に夢を見るように薦める。そして夢を見る「ヨセフ」の話をする（Prologue 、Any Dream Will Do ）。ヨセフはヤコブの12人の息子の中で、愛妻ラケルとの子として生まれた（Jacob and Sons ）。ヤコブは兄弟の誰よりもヨセフを可愛がり、彼だけにマルチカラ―のコートをつくってあげた（Joseph's Coat ）。そのことによりヨセフは兄弟たちから妬みを受けることになる。ある日ヨセフは自分が他の兄弟たちより出世するという夢を見て、それを兄たちに語った（Joseph's Dreams ）。ヨセフの兄たちは夢が現実になることを恐れて彼を殺そうとするが、ある日エジプトに向かうために通りかかったイシュマエルの子孫である隊商にヨセフを奴隷として売ってしまった（Poor, Poor Joseph ）。エジプトに売り飛ばされてしまったのだ。
その後、ルベンら兄たちおよびその妻たちはヨセフのぼろぼろのコートに羊の血を付け、帰宅して父ヤコブにヨセフは獣に襲われて死んだとうそをついた（One More Angel in Heaven ）。ヨセフがいなくなり、兄および妻たちは喜んで祝宴を上げる。そして、隊商の手によってエジプトに渡ったヨセフはエジプトの大富豪ポティファーの奴隷になりその仲間たちと働きそこで成功を収め、ついにはその家の全財産を管理するまでとなる。ポティファーの妻はヨセフを誘惑するが、これを拒む。彼女は彼のシャツを剥ぎ取り、胸や背中を触り抱きしめキスをする。ポティファーはこれを聞きつけ部屋に押し入り、2人が一緒にいるところを目撃したためヨセフはぬれぎぬを着せられて牢獄に入れられる（Potiphar ）。意気消沈のヨセフは悲嘆する（Close Every Door ）が、その後、ヨセフは拘留されてきた2人の囚人を助けたことから元気を取り戻す。2人はファラオの元召使いで2人とも奇妙な夢をみる。ヨセフはそれをそれぞれ解き明かした。片方のパン職人は処刑されるが、もう片方の執事は刑を終え元の職に戻れるという。これを聞いた他の囚人たちはヨセフの周りに集まり、彼に夢を追いかけるよう勇気づける（Go, Go, Go Joseph ）。

### 第2幕
ナレーターが迫りくるジョセフの運命を話す（A Pharaoh Story ）。ファラオは不思議な夢を見たが誰も解説できない。獄を出た執事はファラオ(エルヴィス・プレスリーの扮装)にヨセフの夢を解明する能力について話す（Poor, Poor Pharaoh ）。ファラオはヨセフを呼びつけ、自分を悩ました夢について尋ねる。ファラオは太った7頭の牛と痩せた7頭の牛という夢と、熟した7つの穂と干からびた7つの穂という夢を見たのである（Song of the King ）。
ヨセフはファラオが見た夢を、7年間の豊作のあと7年間の飢饉がくると解き明かす（Pharaoh's Dreams Explained ）。驚いたファラオはヨセフをエジプトの宰相に任命し、のちにくる飢饉の対策で大いに手腕を発揮し、ますますファラオの信頼を得てヨセフはファラオの次にエジプトの最有力者となる（Stone the Crows ）。(2007年ロンドン再演ではファラオは新曲『King of my Heart 』を歌った)
飢饉はやがて訪れ、シメオンらヨセフの兄弟たちが住んでいるカナンの地にも及ぶ。ヨセフの兄たちはヨセフを売り、父を騙したことを後悔する(Those Canaan Days ）。兄弟はエジプトに食糧がまだ残っていると聞いて慈悲および食糧を求めにやってくるが、宰相となったヨセフのことは気付かない（The Brothers Come to Egypt ）。ヨセフは彼らに袋いっぱいの食糧を渡して送り出すが、弟のベンジャミンの袋にこっそりと黄金の杯を入れる（Grovel, Grovel ）。そして兄弟たちが出発しようとすると、ヨセフは彼らを呼び止めて杯を盗んだと指摘する。兄弟たちが調べると、ベンジャミンの袋から黄金の杯が見つかる。ヨセフはベニヤミンを強盗であると責める（Who's the Thief? ）。罰としてヨセフはベニヤミンを自分の奴隷にしようとするが、ジュダら他の兄弟たちは自らが奴隷になってでもベニヤミンを帰らせ解放してほしいと頼む（Benjamin Calypso ）。ベンジャミンカリプソ‐
ヨセフはその無私無欲と懺悔する様子を見て、ついに自分がヨセフであることを告げ（Joseph All the Time ）、父親を呼び寄せる。最終的にヨセフは父と劇的な再会を果たし (Jacob in Egypt ) 、ここにハッピーエンドを迎えてヨセフはまたカラフルなコートを羽織る（Finale: Any Dream Will Do (リプライズ)/Give Me My Coloured Coat ）。
プロダクションによってはこの後この作品の使用楽曲のロック/ディスコ調のメドレーが流れる(Joseph Megamix )。

## 登場人物
- ナレーター: 時間や場所にとらわれない女性(オリジナルでは男性)。語りや歌で物語を語り、ヨセフとその兄弟の話を観客に優しく語る。主にナレーター自身の言葉で物語を解説する。

- ジェイコブ: 12人の子を持つ父親でヨセフを気に入っている。不公平で思慮が浅いが、未来を予見した通りにヨセフが遠くへ行ったことからイスラエルが助かることになる。

- ジョセフ: 父親のお気に入りで、夢を解説して未来を予見することができる。これにより他の兄弟11人を支配するなどの未来を予見して兄弟とトラブルになる。しかしエジプトでファラオの夢を正確に解明したことから自身の命が助かる。最終的に有力者となるが、兄弟を許して家族をエジプトに呼び寄せて生活の面倒を見る。

- イシュマエライツ(Ishmaelites ): 砂漠の男たち。ヨセフを奴隷として買ってエジプトに連れて行き、彼をポティファーに売る。

- ポティファー: ピラミッドで富豪になったエジプト人。ヨセフを買って家の仕事に就かせると、ヨセフの誠実さ、勤勉さが大きな助けになる。自分の妻とヨセフの仲を疑い、ヨセフを収監する。

- ポティファー夫人: 美しく腹黒い。ヨセフを誘惑しようとするがうまくいかない。ヨセフの服をほとんど脱がせたところで夫が入ってきたためヨセフは収監される。

- パン職人: ファラオの召使いの1人。牢獄でヨセフと一緒になり、ヨセフは彼の夢を正確に解明し、死刑を予見する。

- 執事: ファラオの召使いの1人。牢獄でヨセフと一緒になり、ヨセフは彼の夢を正確に解明し、解放されてファラオのもとに戻り、ファラオにヨセフの夢解説について伝える。

- ファラオ: エジプトの最高権力者。地球の神とされている。ヨセフが彼の夢を解明し、ファラオの右腕の地位に昇格させる。多くのプロダクションでエルヴィス・プレスリーの扮装で演じられる。

- ヨセフの11人の兄弟: 主にグループで演じられるが、それぞれ個性、才能、欠点が違う。皆でヨセフを奴隷として売るが、のちに改心して仲直りする。ほとんどの場面で歌い踊る。多くの場合、演者はエジプト人役を兼ねる。
  - ルベン:  ヤコブの長男。ヨセフに優しかったが、自身の生活のために他の兄弟と共にヨセフを殺害しようとする。
  - シメオン: ヤコブの次男。エジプトでヨセフに人質としてとらえられる。
  - レビ: ヤコブの三男でリアとの子。ヤコブと共にエジプトに向かう。
  - ユダ: ヤコブの四男。ベニヤミンが杯を盗んだとして誤認逮捕された際ヨセフに訴える。彼の子孫の1人がメサイアとなる。
  - ダン: ヤコブの五男でラケルの召使いビルハとの子。
  - ナフタリ:  ヤコブの六男でラケルの召使いビルハとの子。
  - ガド: ヤコブの七男でレアの召使いジルパとの子。
  - アシェル: ヤコブの八男でレアの召使いジルパとの子。
  - イッサカル: ヤコブの九男。
  - ゼブルン: ヤコブの十男。3人の息子がいる。
  - ベンジャミン: ジェイコブの十二男。ジョセフは彼が金の杯を盗んだと非難する。女セジュがいなくなった後、ベンジャミンが可愛がられた。

- 妻たち: 11人の兄弟の妻たち。

- 大人のコーラス

- 子供のコーラス

## ミュージカル・ナンバー
| 第1幕 - Overture – オーケストラ - プロローグ Prologue – ナレーター - エニ―・ドリーム・ウィル・ドゥ Any Dream Will Do – ヨセフ、子供たち - ヤコブと息子たち Jacob and Sons – ナレーター、兄弟、妻たち、子供たち、アンサンブル - ヨセフのコート Joseph's Coat – ヤコブ、ヨセフ、ナレーター、兄弟、妻たち、子供たち、アンサンブル - ヨセフの夢 Joseph's Dreams – ナレーター、兄弟、ヨセフ - プア・プア・ヨセフ Poor, Poor Joseph – ナレーター、兄弟、子供たち - ワン・モア・エンジェル・イン・ヘヴン One More Angel in Heaven – ルベン、ナレーター、兄弟、妻たち、ヤコブ、子供たち - ポティファー Potiphar – 子供たち、ナレーター、男性アンサンブル、ポティファー夫人、ポティファー、ヨセフ - クローズ・エヴリ・ドア Close Every Door – ヨセフ、子供たち - ゴー・ゴー・ゴー・ヨセフ Go, Go, Go Joseph – ナレーター、執事、パン職人、アンサンブル、ヨセフ、グル、子供たち | 第2幕 - Entr'acte – 子供たち - ファラオ・ストーリー Pharaoh's Story – ナレーター、子供たち - プア・プア・ファラオ Poor, Poor Pharaoh – ナレーター、執事、ファラオ、子供たち - 王様の歌（7頭の太った牛） Song of the King – ファラオ、アンサンブル - ファラオズ・ドリーム・エクスプレインド Pharaoh's Dream Explained – ヨセフ、アンサンブル、子供たち - ストーン・ザ・クロウズ Stone the Crows – ナレーター、ファラオ、子供たち、ヨセフ、女性アンサンブル - キング・オブ・マイ・ハート King of My Heart (2007年リバイバル公演より) – ファラオ - カナンでの日々／クローズ・エヴリ・ドア（リプライズ） Those Canaan Days – シメオン、ヤコブ、兄弟 - ブラザーズ・カム・トゥ・エジプト/グローヴァル・グローヴァル The Brothers Come To Egypt/Grovel, Grovel – ナレーター、兄弟、ヨセフ、女性アンサンブル、子供たち - 盗賊は誰だ Who's the Thief? – ヨセフ、兄弟、女性アンサンブル、子供たち - ベンジャミン・カリプソ Benjamin Calypso – ユダ、兄弟(ベニヤミンを除く)、女性アンサンブル、子供たち - ヨセフ・オール・ザ・タイム Joseph All the Time – ナレーター、ヨセフ、子供たち - エジプトのヤコブ Jacob in Egypt – ナレーター、ヤコブ、子供たち、アンサンブル - フィナーレ：エニ―・ドリーム・ウィル・ドゥ／ギヴ・ミー・マイ・カラード・コート Any Dream Will Do (リプライズ) – ヨセフ、ナレーター、ヤコブ、アンサンブル、子供たち - ヨセフ・メガミックス Joseph Megamix – 全員 |

フランス風バラード(Those Canaan Days )、エルヴィス風ロックンロール(Song of the King )、ウエスタン(One More Angel In Heaven )、1920年代のチャールストン(Potiphar )、カリプソ(Benjamin Calypso )など音楽性の幅はバラエティに富んでいる。プロダクションにより、音楽性に合わせた衣装や小道具を使用することもある。
『Prologue 』はのちに追加されたため、1982年ブロードウエイ公演以前のレコードには収録されていない。開幕時の『Any Dream Will Do 』が演奏されるようになったのは1991年再演からである。
1983年から1987年のビル・ケンライト演出のイギリス・ツアー公演には元々『Jacob's Journey 』の一部であった『I Don't Think I'm Wanted Back At Home 』が追加された。ヨセフが歌い、兄弟が冗談でヨセフを家から追い出し、スポットライトを浴びたヨセフにスーツケース、杖、トップハットが次々と投げ込まれ、曲の最後にタップダンスをする。この曲は『By Jeeves 』、『The Likes of Us 』でも使用された。

## 受賞歴

### オリジナル・ブロードウエイ・プロダクション
| 年     | 賞                       | 部門                   | ノミネート者                                   | 結果       |
| ------ | ------------------------ | ---------------------- | ---------------------------------------------- | ---------- |
| 1982年 | トニー賞                 | ミュージカル作品賞     | ミュージカル作品賞                             | ノミネート |
| 1982年 | トニー賞                 | ミュージカル脚本賞     | ティム・ライス                                 | ノミネート |
| 1982年 | トニー賞                 | オリジナル楽曲賞       | アンドリュー・ロイド・ウェバー、ティム・ライス | ノミネート |
| 1982年 | トニー賞                 | ミュージカル助演男優賞 | ビル・ハットン                                 | ノミネート |
| 1982年 | トニー賞                 | ミュージカル助演女優賞 | ローリー・ビーチマン                           | ノミネート |
| 1982年 | トニー賞                 | 振付賞                 | トニー・タナー                                 | ノミネート |
| 1982年 | ドラマ・デスク・アワード | ミュージカル作品賞     | ミュージカル作品賞                             | ノミネート |
| 1982年 | ドラマ・デスク・アワード | ミュージカル助演女優賞 | ローリー・ビーチマン                           | ノミネート |
| 1982年 | ドラマ・デスク・アワード | ミュージカル演出賞     | トニー・タナー                                 | ノミネート |

### 1991年ロンドン再演
| 年     | 賞                       | 部門                   | ノミネート者                 | 結果       |
| ------ | ------------------------ | ---------------------- | ---------------------------- | ---------- |
| 1992年 | ローレンス・オリヴィエ賞 | 再演ミュージカル作品賞 | 再演ミュージカル作品賞       | ノミネート |
| 1992年 | ローレンス・オリヴィエ賞 | ミュージカル男優賞     | ジェイソン・ドノヴァン       | ノミネート |
| 1992年 | ローレンス・オリヴィエ賞 | ミュージカル女優賞     | リンジー・ヘイトリー         | ノミネート |
| 1992年 | ローレンス・オリヴィエ賞 | ミュージカル演出賞     | スティーヴン・ピムロット     | ノミネート |
| 1992年 | ローレンス・オリヴィエ賞 | 振付賞                 | アンソニー・ヴァン・ラースト | ノミネート |
| 1992年 | ローレンス・オリヴィエ賞 | 装置デザイン賞         | マーク・トンプソン           | 受賞       |

### 2003年ロンドン再演
| 年     | 賞                       | 部門                   | ノミネート者           | 結果       |
| ------ | ------------------------ | ---------------------- | ---------------------- | ---------- |
| 2004年 | ローレンス・オリヴィエ賞 | 再演ミュージカル作品賞 | 再演ミュージカル作品賞 | ノミネート |

## 映画化
BroadwayWorld.comによると、ロイド・ウェバーは2014年の公開に向けて『ヨセフ』の映画化を何年も会議を重ねてきた。『レ・ミゼラブル』など近年ミュージカルの映画化が成功しているため、ロイド・ウェバーは映画化について正式に認めた。

## 楽譜
この作品の多くの曲がピアノ、ヴォーカル、ギター用の楽譜として出版されている。オリジナル版のヴォーカル用の楽譜も出版されている。2007年ロンドン再演開幕時、ロイド・ウェバーとライスは台詞やダンスの新曲、新たな編曲を含む改訂版をプロデュースした。